# El Embarcadero
El Embarcadero är en ort i Mexiko.   Den ligger i kommunen Coyuca de Benítez och delstaten Guerrero, i den södra delen av landet, 290 km söder om huvudstaden Mexico City. El Embarcadero ligger 11 meter över havet och antalet invånare är 1 370.
Terrängen runt El Embarcadero är kuperad åt nordost, men åt sydväst är den platt. Havet är nära El Embarcadero åt sydväst. Runt El Embarcadero är det ganska tätbefolkat, med 185 invånare per kvadratkilometer. Närmaste större samhälle är Acapulco, 16,3 km sydost om El Embarcadero. Omgivningarna runt El Embarcadero är en mosaik av jordbruksmark och naturlig växtlighet.